# Port Lincoln
Port Lincoln es una ciudad situada en el estado australiano de Australia Meridional. Es una ciudad costera situada en la Bahía Boston en el extremo sur de la península Eyre. Con 13.044 habitantes (2006) es la ciudad más poblada de la región Costa Oeste, y se localiza aproximadamente a 280 kilómetros (646 km por carretera) de la ciudad de Adelaida, capital del estado.

## Historia
El pueblo Parnkalla ocupaban la zona antes de la creación de los primeros asentamientos de colonos en 1836. El nombre aborigen original de Port Lincoln fue Galinyala.
El explorador británico Matthew Flinders descubrió el puerto en febrero de 1802. Debido a que su puerto era particularmente bueno, lo nombró Port Lincoln en honor a la ciudad de Lincoln de la cual provenía Flinders. Se cree que la carencia de un suministro fiable de agua potable fue la razón por la cual Port Lincoln no fue elegida capital del estado de Australia Meridional.

## Geografía
Port Lincoln tiene un paisaje litoral de contrastes. Abarca aguas litorales cerradas, playas donde se puede practicar surf y abruptos acantilados.

## Transporte
La ciudad de Port Lincoln, es un importante nodo de comunicaciones. En ella se ubica la cabecera del ferrocarril de la península de Eyre, que conforma un sistema aislado de la red ferroviaria de Australia. El ferrocarril, tiene acceso al puerto de aguas profundas de Port Lincoln. A pocos kilómetros de la ciudad, se encuentra el aeropuerto de Port Lincoln, considerado el aeropuerto regional más importante del estado.